# Gustavo Kurlat
Gustavo Kurlat é compositor, diretor musical, diretor teatral, dramaturgo e escritor, além de tradutor, educador e locutor. Participou de mais de cinquenta projetos artísticos, culturais e educacionais nos segmentos de teatro, cinema, música e publicidade no Brasil e em países como Itália, Espanha, Estados Unidos, Uruguai, Argentina e Cuba. É argentino de Buenos Aires, radicado no Brasil desde os 19 anos de idade.

## Biografia
Gustavo Kurlat é compositor, diretor musical, diretor teatral, dramaturgo e escritor, além de tradutor, educador e locutor. Atua nos segmentos de arte, cultura e educação, com projetos de teatro, cinema, música e publicidade em países como Brasil, Itália, Espanha, Estados Unidos, Uruguai, Argentina e Cuba. 
Em parceria com Ruben Feffer, compôs a trilha sonora do filme "O Menino e o Mundo", de Alê Abreu, concorrente ao Oscar 2016 de animação. Em 2014, o filme venceu o prestigioso Festival de cinema de animação de Annecy (França). Também recebeu menção especial dos júris do Ottawa International Animation Festival de 2013 e do Festival do Rio, conquistou o Youth Award na Mostra Internacional de Cinema de São Paulo e o Prêmio especial do júri no Festival Internacional de Cinema de Xangai. Ganhou o primeiro prêmio de animação no Festival de Havana e no Monstra Festival de Animação de Lisboa, assim como o prêmio do público no Baficito – festival de cinema de Buenos Aires, entre outros. 
Em Lisboa obteve também o prêmio de melhor trilha sonora. Na interpretação dessa trilha, Kurlat contou com a participação especial de Naná Vasconcelos, Emicida, Barbatuques e Grupo Experimental de Música. Até o momento, o filme já foi vendido para mais de 90 países.
Compôs com Ruben Feffer a trilha sonora de “Guida”, curta-metragem de Rosana Urbes, vencedor dos principais prêmios do Anima Mundi do Rio de Janeiro e de São Paulo, e o prêmio da Imprensa Internacional no Festival de cinema de animação de Annecy (França) em 2014.
É co-roteirista e compositor da trilha do longa-metragem de animação “Garoto Cósmico” (2008), de Alê Abreu. A trilha contou com as participações de Arnaldo Antunes, Vanessa da Mata e Raul Cortez, entre outros, e conquistou o primeiro prêmio no I Animage – Festival Internacional de Animação de Pernambuco. 
Na peça “Uma trilha para sua história” (2013), foi responsável por texto, roteiro e direção. Em parceria com Ruben Feffer, compôs a trilha, conquistando o prêmio APCA de melhor espetáculo de dança para crianças. Obteve também o prêmio Femsa de teatro infantil e jovem nas categorias Melhor autor e Melhor música original, além de ter sido indicado como Melhor diretor.
Compôs, em parceria com Ruben Feffer, a música original para os documentários “Paulo Freire Contemporâneo” e “Rita Cadillac, a Lady do Povo”, ambos de Toni Venturi. 
Ganhou o Prêmio Shell de teatro em 2004 pela música especialmente composta para "Pequeno Sonho em Vermelho". Em 2007 ganhou o prêmio Femsa de Teatro Jovem pela direção musical de “O Retrato de Dorian Gray”, de Oscar Wilde. Ganhou o Prêmio APCA (Associação Paulista de Críticos de Arte) pela direção musical de “Moinhos e Carrosséis” (1988) em parceria com Rogério Costa, e de “Antares” (1990), em parceria com Zero Freitas. 
Em parceria com Lorena Nobel, escreveu o livro “Quando Blufis ficou em silêncio”, lançado em 2014 pela Companhia das Letrinhas. O livro representou o Brasil na Feira do Livro Infantil e Juvenil de Bolonha e foi finalista ao Prêmio Jabuti.
Foi indicado inúmeras vezes aos prêmios Apetesp, Sharp, Panamco e Femsa Coca-Cola nas áreas de música e direção. Foi indicado ao prêmio Sharp de música pelo CD infantil “Roda Gigante” (1995) e ao Prêmio Shell de teatro por “Ladrões de Metáforas” (1999), peça que escreveu, produziu, dirigiu e cuja trilha compôs. Também foi indicado ao Prêmio Panamco de melhor diretor por “A Ilha de Ouro” (2001).
Dirigiu os shows do grupo musical “Palavra Cantada” de 2000 a 2009, e novamente em 2014 e 2015. Ganharam o troféu APCA 2008 de melhor show. Em 2007 produziu o CD “Canciones Curiosas - Palavra Cantada en español”, coordenou as versões e compôs a maioria delas. O projeto contou com a participação de artistas brasileiros, argentinos, colombianos, uruguaios e cubanos, em gravações em São Paulo, Buenos Aires, Medellín e Havana. Em 2011, esse CD converteu-se em “CD / livro ilustrado”, lançado pela Editora Caramelo. 